# Экдаль, Альбин
Альбин Экдаль (швед. Albin Ekdal; 28 июля 1989, Бромма) — шведский футболист, полузащитник клуба «Юргорден».

## Карьера

### Клубная
В возрасте 17 лет он дебютировал за клуб «Броммапойкарна», проведя 15 матчей, он произвёл сильное впечатления на скаута «Ювентуса» Паскуале Сенсибиле. В январе 2008 года «Ювентус» достиг договорённости о приобретении игрока. На Экдаля также претендовали «Челси», «Интер» и «Аякс». Экдаль подписал контракт на 4 года, с зарплатой 600 тысяч евро в год. За свой новый клуб Альбин дебютировал в товарищеском матче против клуба «Меццокорона».
Летом 2009 года Экдаль был отдан в годовую аренду в «Сиену».
13 августа 2010 года Экдаль перешёл в «Болонью»; сумма трансфера составила 5 млн евро.
В июле 2011 года права на Экдаля были полностью выкуплены «Ювентусом».
20 августа 2011 года Экдаль присоединился к «Кальяри» на правах совладения. 28 сентября 2014 года оформил хет-трик, когда «Кальяри» выиграл 4:1 «Интер».
18 июля 2015 года перешёл в «Гамбург».
21 января 2017 года Экдаль получил первую красную карточку в своей карьере на 33 минуте матча против «Вольфсбурга».
14 августа 2018 года, после вылета «Гамбурга» из Бундеслиги, Экдаль вернулся в Серию А, подписав контракт с «Сампдорией».
13 июля 2022 года подписал двухлетний контракт с итальянской «Специей»
30 декабря 2023 года Экдаль вернулся в Швецию спустя 16 лет карьеры за границей, подписав контракт с «Юргорденом» — клубом, за который он болел в детстве.

### Международная

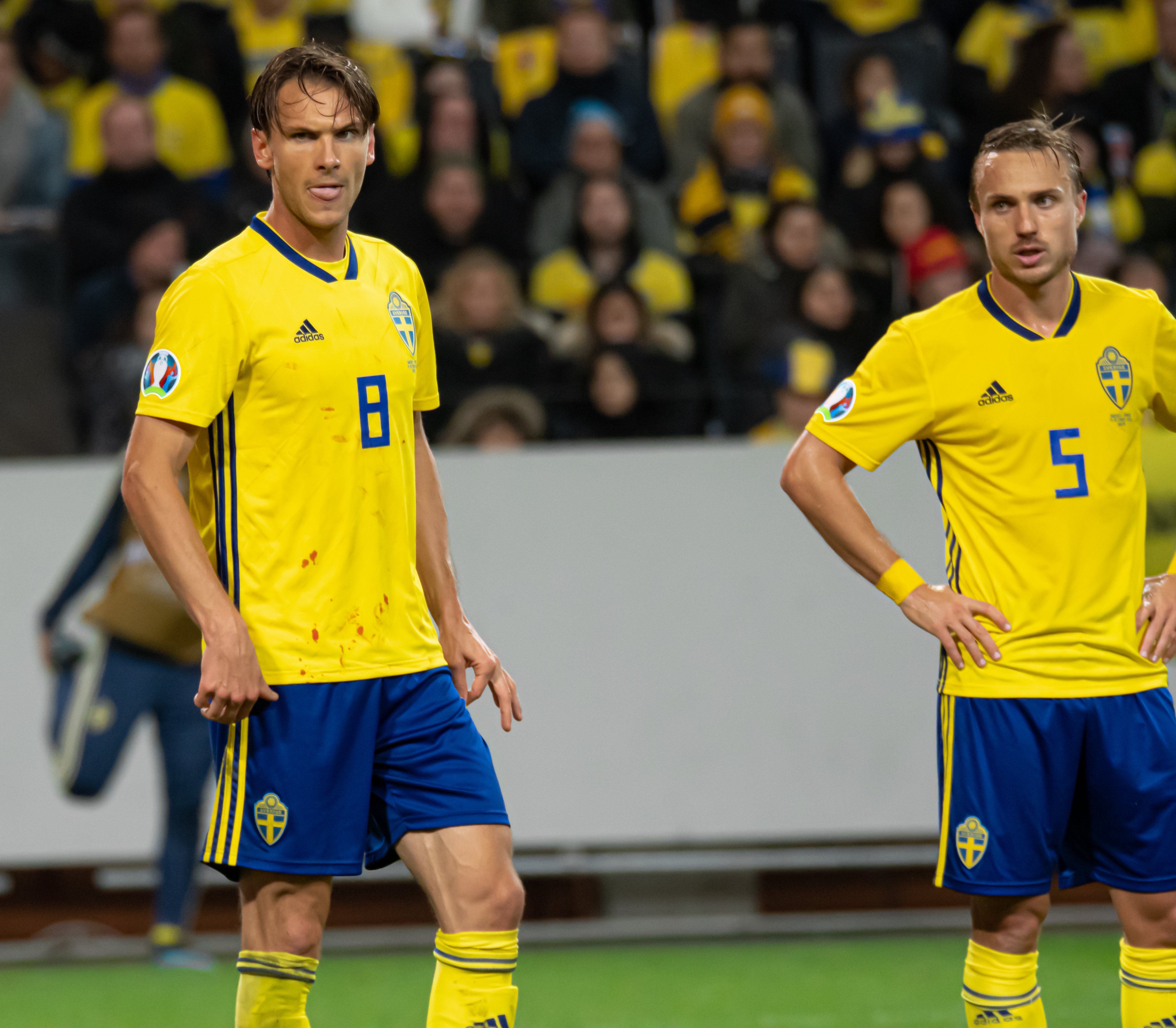
Экдаль и Пьер Бенгтссон в матче против Испании в октябре 2019 года

10 августа 2011 года Экдаль дебютировал за сборную Швеции в товарищеском матче против Украины в Харькове. Он вышел на замену на 60-й минуте вместо Себастьяна Ларссона.
Экдаль вошел в состав сборной Швеции на Евро-2016 во Франции, состоящей из 23 человек, несмотря на то, что его спина была сильно повреждена после празднования недавнего выживания «Гамбурга» в Бундеслиге, что поставило под угрозу его участие в турнире. Он сыграл в каждом матче, однако шведы вылетели на стадии группового этапа.
В июне 2018 года Экдаль вошел в состав сборной Швеции из 23 человек на Чемпионат мира 2018 в России. Он сыграл во всех играх, а шведы дошли до четвертьфинала.
Экдаль был включён в состав сборной Швеции на Евро-2020 из 26 человек.

## Личная жизнь
Экдаль вырос в Хёгландете, богатом пригороде Вестерорта в Стокгольме. Его отец Леннарт Экдаль - известный шведский журналист и телеведущий. У Альбина есть младший брат Яльмар Экдаль, также являющийся футболистом, который выступает за английский клуб «Бернли», а также за сборную Швеции по футболу .